# Nunghui
Nunghui és un cràter sobre la superfície del planeta nan Ceres, situat amb el sistema de coordenades planetocèntriques a -52.7 ° de latitud nord i 274.7 ° de longitud est. Fa un diàmetre de 22 km. El nom va ser fet oficial per la UAI el 25 d'agost del 2017 i fa referència a Nunghui, esperit femení del sòl del jardí de la cultura dels Canelos Quitxua.